# ناوچه سهند (کلاس الوند)
| ناومحافظ سهند (فرامرز) ایران | ناومحافظ سهند (فرامرز) ایران                                                                            |  |
| ---------------------------- | --- |  |
|                              | |  |
| اطلاعات کلی                  | |  |
| برگرفته از نام               | واسپر کلاس ام‌کا۵                                                                                        |  |
| نوع کشتی                     | ناومحافظ سبک فریگیت                                                                                     |  |
| کلاس                         | کلاس الوند (کلاس سام)                                                                                   |  |
| کشور سازنده                  | بریتانیا                                                                                                |  |
| ساخت کارخانه                 | ویکرز                                                                                                   |  |
| تاریخ سفارش                  | ۱۹۶۷ |  |
| ورود به ناوگان               | ۱۹۷۱ و ۱۹۷۲                                                                                             |  |
| مشخصات                       | |  |
| طول کشتی                     | ۹۴٫۵ متر                                                                                                |  |
| پهنای بدنه                   | ۱۱٫۰۷ متر                                                                                               |  |
| ارتفاع ستون                  | ۳٫۲۵ متر                                                                                                |  |
| بارگیری استاندارد            | ۱٬۱۰۰ تن                                                                                                |  |
| حداکثر ظرفیت بارگیری         | ۱۵۴۰ تن                                                                                                 |  |
| نوع موتور                    | ۲ موتور دیزلی پکسمن ونتورا با قدرت ۳٫۸۰۰ bhp ۲ موتور توربین گاز رولزرویس المپوس با قدرت ۴۶٫۰۰۰ اسب بخار |  |
| تعداد خدمه                   | ۱۲۵ تا ۱۴۶ نفر                                                                                          |  |
| سرعت                         | ۱۷ گره دریایی (۳۱ ک‌م) با موتور دیزلی ۳۹ گره (۷۲ ک‌م) با توربین گاز                                       |  |
| برد عملیاتی                  | ۹ هزار کیلومتر باسرعت ۲۸ ک‌م                                                                             |  |
| جنگ‌افزارها                   | |  |
| توپخانه                      | ۱ × توپ ۱۱۴ میلیمتری مارک-۸ ۲ × اژدر سه‌گانه ۳۲۴ میلیمتری                                                |  |
| سیستم موشکی                  | ۵ موشک مارته در لانچر ۵تایی                                                                             |  |
| توپخانه ضدهوایی              | ۳ × توپ ۲۰ م‌م ۱ x توپ دولول ۳۵ م‌م                                                                       |  |
| موشک دفاع هوایی              | ۹ موشک سی کت در ۳ لانچر ۳تایی                                                                           |  |
| سرنوشت                       | |  |
| تاریخ و محل غرق شدن          | ۱۸ اوریل ۱۹۸۸ جنوب غرب لارک                                                                             |  |

ناو سهند یکی از ناومحافظهای کلاس سام نیروی دریایی ایران بود که پیش از انقلاب ناو فرامرز نامیده می شد.
این ناو بهار سال ۱۳۶۷ (۱۸ آوریل ۱۹۸۸) در جریان عملیات آخوندک نیروی دریایی ایالات متحده غرق شد. سهند وقتی در ده مایلی جنوب غرب جزیره لارک قرار داشت توسط دو هواپیمای تهاجمی ای-۶ اینترودر موقعیت‌یابی شد و سپس با دو موشک ضد کشتی هارپون و دو بمب هدایت لیزری ِ ای‌جی‌ام-۱۲۳ اسکیپر مورد اصابت قرار گرفت. سپس بمب‌های خوشه‌ای راک‌آی پرتاب‌شده توسط یکی از اینترودرها و یک موشک هارپون دیگر از ناوشکن جوزف اشتراوس کار کشتی را تمام کرد. سهند ساعت‌ها در حال سوختن بود تا اینکه بالاخره آتش به مخزن مهمات آن رسیده و باعث انفجار و غرق کشتی شد. آخوندک نخستین عملیاتی بود که ارتش ایالات متحده در آن از موشک سطح‌به‌سطح در درگیری دریایی استفاده نمود.
فرمانده اول این ناوچه ناخدا بهروز شاهرخ‌فر و فرمانده دوم ناخدا علی رضایی بود. علی رضایی در گفتگویی با روزنامه همشهری ماجرای درگیری منجر به غرق شدن کشتی خود را شرح داده است. به گفته وی پس از گلوله‌باران شدن یک هواپیمای شناسایی آمریکایی که به سمت این ناو می‌آمده، حمله آمریکایی‌ها آغاز می‌شود: «یک مرتبه دیدم یک هواپیمای آمریکایی دیده می‌شود. انگار خوابیده بود روی آب. مستقیم آمد. انگار می‌خواست بنشیند روی ما. آمد روی ما و یک دفعه کشید بالا. از بچه‌ها هرکس پشت مسلسل بود زد. ما از خود بندر آتش به اختیار داده بودیم. گفتیم آقا، همه پشت مسلسل‌ها بزنید. معطل نشوید. تیربارها ضدموشک بود: با سرعت بالا. چون آتش، به اختیار بود همین‌طور می‌زدند. هواپیما را سوراخ‌سوراخش کردند. این بهانه‌ای شد که آنها ناو را بزنند. این هم بهانه خوبی شد برای آمریکایی‌ها.»
۱۵ دقیقه بعد از رفتن هواپیما، حمله آمریکایی‌ها آغاز شد و سهند بیشتر از چند دقیقه نتوانست مقاومت کند پس از از کار افتادن سکان ناو ،با دستور فرمانده ناو به سکاندار ناو ناوسروان حبیب اله جلالی برای هدایت ناو از طریق سکان پاشنه و مواجه شدن با تخریب سکان پاشنه ناخدا شاهرخ‌فر دستور ترک ناو را به همه ملوان‌ها داد. علی رضایی ادامه داده‌است: «...حالتی بود که انگار آتش می‌پاشیدند روی ناو. بعد هم پاشنه ناو را زدند که از وسط ترکید؛ یعنی از وسط ۲ قسمت شد. سینه کشتی کشید بالا و رفت پایین. کل قضیه ۸-۷ دقیقه بیشتر طول نکشید. حالا ما روی آبیم و داریم تماشا می‌کنیم با ۵۰-۴۰ تا مجروح... چند ساعتی توی دریا بودیم تا یدک‌کش‌ها آمدند. شب شده بود. چراغ قوه انداختند و از روی آب جمعمان کردند. ناو سهند هم که به کل رفته بود زیر آب».
مقامات ایرانی سومین کشتی از کلاس موج را به یاد این ناومحافظ «سهند» با همان شماره بدنه 74 نام‌گذاری کرده‌اند. این کشتی در ۱۰ آذر ۱۳۹۷ به نیروی دریایی ایران الحاق شد و در ناوگان جنوب مشغول به خدمت میباشد.